# Burlington (Connecticut)
Burlington – miasto w Stanach Zjednoczonych, w stanie Connecticut, w hrabstwie Hartford.